# Almost Happy (album)
Almost Happy is het zesde album van de Belgische rockgroep K's Choice. Het kwam uit in oktober 2000 op het label van Double T. In Nederland en Vlaanderen haalde Almost Happy de top 10 van de hitlijsten en werd het bovendien goud, maar het succes van zijn voorgangers Paradise In Me en Cocoon Crash evenaarde het niet. Het titelnummer Almost Happy was de eerste single van het album, daarna volgden Busy en Another year. De intro op het album is een kinderliedje, een opname uit de jeugdjaren van zangeres Sarah Bettens. Aan het eind van het album staat de hidden track Already there.
Voor de fans is tevens in beperkte oplage een dubbel-vinyl (elpee) van Almost Happy uitgebracht.

## Nummers
1. "Intro" - 0:23
2. "Another Year" - 3:32
3. "Almost Happy" - 3:47
4. "My Head" - 3:46
5. "Live for Real" - 3:52
6. "Somewhere" - 3:05
7. "Home" - 2:53
8. "Tired" - 3:42
9. "Always Everywhere" - 4:12
10. "Shadowman" - 6:28
11. "Favorite Adventure" - (The Wedding Song) 2:49
12. "Busy" - 3:42
13. "All" - 4:02

## Artiesten
- Gert Bettens – zang, gitaar
- Sam Bettens – zang, gitaar
- Eric Grossman – basgitaar
- Jan van Sichem Jr. - gitaar
- Koen Victor Lieckens - drums, percussie
- Steven Cornille – toetsen